# Schwarzarassaris
Die Schwarzarassaris (Pteroglossus) sind eine Gattung der Vögel aus der Familie der Tukane (Ramphastidae) innerhalb der Spechtvögel (Piciformes) und umfassen 13 Arten. Namensgebend für die Gattung ist die allen Vertretern der Familie der Tukane eigene, seitlich ausgefranste Zunge. Pteroglossus bedeutet wörtlich „Flügelzüngler“ (altgr. πτερόν, pteron, dt. Flügel; γλώσσα, glōssa, dt. Zunge).

## Beschreibung und Lebensweise
Diese Gattung ist mit dem farbenprächtigsten Gefieder der ganzen Familie ausgestattet. Sie besitzen einen langen stufigen Schwanz, der über die Flügellänge hinausragt, und sind recht schlank. Die Oberseite ist meist schwärzlich oder olivgrün. Der Bürzel ist karminrot. Im Nacken findet man meist ein kastanienbraunes oder karminrotes Halsband. Brust und Bauch sind bei den meisten Arten gelb mit rotem oder schwarz-rotem Gürtel. Der Oberschnabel ist oft stark gezahnt und kürzer als der der Echten Tukane. Sie bevölkern den Urwald in kleinen Scharen, die auch gemeinsam in Baumhöhlen übernachten; die Vertreter der Gattung Pteroglossus gelten als die geselligsten Arten der Familie der Tukane.

## Verbreitung und Lebensraum
Die 13 Arten kommen in Höhenlagen von Südmexiko bis Argentinien vor und bewohnen dort dichte Bergregenwälder. Anders als die Grünarassaris (Aulacorhynchus), die zur selben Familie gehören und eine ähnliche Körpergestalt aufweisen, sind Schwarzarassaris eher Bewohner feuchter Tropenwälder der Hochebene.

## Arten
Die folgenden Arten gehören zur Gattung der Schwarzarassaris:
- Schriftarassari (P. inscriptus)
- Grünarassari (P. viridis)
- Rotnackenarassari (P. bitorquatus)
- Braunohrarassari (P. castanotis)
- Schwarzkehlarassari (P. aracari)
- Halsbandarassari (P. torquatus)
- Feuerschnabelarassari (P. frantzii)
- Doppelbindenarassari (P. pluricinctus)
- Krauskopfarassari (P. beauharnaesii)
- Rotkropfarassari (P. azara)
- Goldtukan (P. bailloni)
- Hellschnabelarassari (P. erythropygius)
- Chocóarassari (P. sanguineus)